# ريتشارد ويلش
ريتشارد ويلش (بالإنجليزية: Richard Welch)‏ هو دبلوماسي وجاسوس أمريكي، ولد في 14 ديسمبر 1929 في هارتفورد في الولايات المتحدة، وتوفي في 23 ديسمبر 1975 في أثينا في اليونان.